# Asplenium tricholepis
Asplenium tricholepis là một loài thực vật có mạch trong họ Aspleniaceae. Loài này được Rosenst. miêu tả khoa học đầu tiên năm 1913.